# Freizeitexpress Obere Donau
| Der Freizeitexpress Obere Donau zwischen Mühlheim (b Tuttlingen) und Fridingen |                   |                                                |                                                |
| Kursbuchstrecke (DB): | 743               |                                                |                                                |
| Streckenlänge: | 73 km             |                                                |                                                |
| Streckengeschwindigkeit: | 120 km/h          |                                                |                                                |
| |                   |                                                |                                                |
| Bundesland: | Baden-Württemberg |                                                |                                                |
| Zuglauf |                   |                                                |                                                |
| \| \| 0 \| Sigmaringen \| Sigmaringen \| \| \| 4 \| Inzigkofen (bis 2000) \| Inzigkofen (bis 2000) \| \| \| 12 \| Thiergarten (Hohenz) (bis 2020) \| Thiergarten (Hohenz) (bis 2020) \| \| \| 19 \| Hausen im Tal \| Hausen im Tal \| \| \| 25 \| Beuron \| Beuron \| \| \| 29 \| Fridingen \| Fridingen \| \| \| 34 \| Mühlheim (b Tuttlingen) \| Mühlheim (b Tuttlingen) \| \| \| 35 \| Stetten (Donau) (bis 2016) \| Stetten (Donau) (bis 2016) \| \| \| 37 \| Nendingen (b Tuttlingen) (nur vereinzelt) \| Nendingen (b Tuttlingen) (nur vereinzelt) \| \| \| 41 \| Tuttlingen Nord (bis 2016) \| Tuttlingen Nord (bis 2016) \| \| \| 42 \| Tuttlingen Zentrum (nur vereinzelt, seit 2021) \| Tuttlingen Zentrum (nur vereinzelt, seit 2021) \| \| \| 43 \| Tuttlingen \| Tuttlingen \| \| \| 45 \| Tuttlingen Gänsäcker (bis 2016) \| Tuttlingen Gänsäcker (bis 2016) \| \| \| 46 \| Möhringen Bahnhof (bis 2016) \| Möhringen Bahnhof (bis 2016) \| \| \| 47 \| Möhringen Rathaus (nur vereinzelt) \| Möhringen Rathaus (nur vereinzelt) \| \| \| 52 \| Immendingen Mitte (bis 2017) \| Immendingen Mitte (bis 2017) \| \| \| 53 \| Immendingen \| Immendingen \| \| \| \| \| \| \| \| 55 \| Immendingen Zimmern (nur vereinzelt) \| Immendingen Zimmern (nur vereinzelt) \| \| \| 59 \| Geisingen-Hausen \| Geisingen-Hausen \| \| \| 60 \| Geisingen-Kirchen \| Geisingen-Kirchen \| \| \| 62 \| Geisingen-Aulfingen \| Geisingen-Aulfingen \| \| \| 64 \| Geisingen-Leipferdingen \| Geisingen-Leipferdingen \| \| \| 68 \| Blumberg-Riedöschingen \| Blumberg-Riedöschingen \| \| \| 72 \| Blumberg-Zollhaus \| Blumberg-Zollhaus \| \| \| \| \| \| \| \| 59 \| Geisingen \| Geisingen \| \| \| 73 \| Donaueschingen \| Donaueschingen \| |                   |                                                |                                                |
| Kopfbahnhof Streckenanfang | 0                 | Sigmaringen                                    | Sigmaringen                                    |
| ehemaliger Bahnhof | 4                 | Inzigkofen (bis 2000)                          | Inzigkofen (bis 2000)                          |
| ehemaliger Haltepunkt / Haltestelle | 12                | Thiergarten (Hohenz) (bis 2020)                | Thiergarten (Hohenz) (bis 2020)                |
| Bahnhof | 19                | Hausen im Tal                                  | Hausen im Tal                                  |
| Haltepunkt / Haltestelle | 25                | Beuron                                         | Beuron                                         |
| Bahnhof | 29                | Fridingen                                      | Fridingen                                      |
| Haltepunkt / Haltestelle | 34                | Mühlheim (b Tuttlingen)                        | Mühlheim (b Tuttlingen)                        |
| ehemaliger Haltepunkt / Haltestelle | 35                | Stetten (Donau) (bis 2016)                     | Stetten (Donau) (bis 2016)                     |
| Haltepunkt / Haltestelle | 37                | Nendingen (b Tuttlingen) (nur vereinzelt)      | Nendingen (b Tuttlingen) (nur vereinzelt)      |
| ehemaliger Haltepunkt / Haltestelle | 41                | Tuttlingen Nord (bis 2016)                     | Tuttlingen Nord (bis 2016)                     |
| Haltepunkt / Haltestelle | 42                | Tuttlingen Zentrum (nur vereinzelt, seit 2021) | Tuttlingen Zentrum (nur vereinzelt, seit 2021) |
| Bahnhof | 43                | Tuttlingen                                     | Tuttlingen                                     |
| ehemaliger Haltepunkt / Haltestelle | 45                | Tuttlingen Gänsäcker (bis 2016)                | Tuttlingen Gänsäcker (bis 2016)                |
| ehemaliger Haltepunkt / Haltestelle | 46                | Möhringen Bahnhof (bis 2016)                   | Möhringen Bahnhof (bis 2016)                   |
| Haltepunkt / Haltestelle | 47                | Möhringen Rathaus (nur vereinzelt)             | Möhringen Rathaus (nur vereinzelt)             |
| ehemaliger Haltepunkt / Haltestelle | 52                | Immendingen Mitte (bis 2017)                   | Immendingen Mitte (bis 2017)                   |
| Bahnhof | 53                | Immendingen                                    | Immendingen                                    |
| Verschwenkung nach links und nach rechts |                   |                                                |                                                |
| Haltepunkt / Haltestelle · Strecke | 55                | Immendingen Zimmern (nur vereinzelt)           | Immendingen Zimmern (nur vereinzelt)           |
| Haltepunkt / Haltestelle · Strecke | 59                | Geisingen-Hausen                               | Geisingen-Hausen                               |
| Haltepunkt / Haltestelle · Strecke | 60                | Geisingen-Kirchen                              | Geisingen-Kirchen                              |
| Haltepunkt / Haltestelle · Strecke | 62                | Geisingen-Aulfingen                            | Geisingen-Aulfingen                            |
| Haltepunkt / Haltestelle · Strecke | 64                | Geisingen-Leipferdingen                        | Geisingen-Leipferdingen                        |
| Haltepunkt / Haltestelle · Strecke | 68                | Blumberg-Riedöschingen                         | Blumberg-Riedöschingen                         |
| Kopfbahnhof Streckenende · Strecke | 72                | Blumberg-Zollhaus                              | Blumberg-Zollhaus                              |
| Strecke |                   |                                                |                                                |
| Haltepunkt / Haltestelle | 59                | Geisingen                                      | Geisingen                                      |
| Kopfbahnhof Streckenende | 73                | Donaueschingen                                 | Donaueschingen                                 |

Der Freizeitexpress Obere Donau ist ein Zug, der zwischen Mai und Oktober an Wochenenden und Feiertagen den Naturpark Obere Donau zwischen Sigmaringen und Tuttlingen erschließt und diesen dabei in westlicher Richtung mit weiteren touristischen Zielen verbindet. Von 1984 bis 2020 wurden die Verbindungen als Naturpark-Express in Zusammenarbeit mit dem Naturparkverein betrieben und vermarktet.

## Geschichte

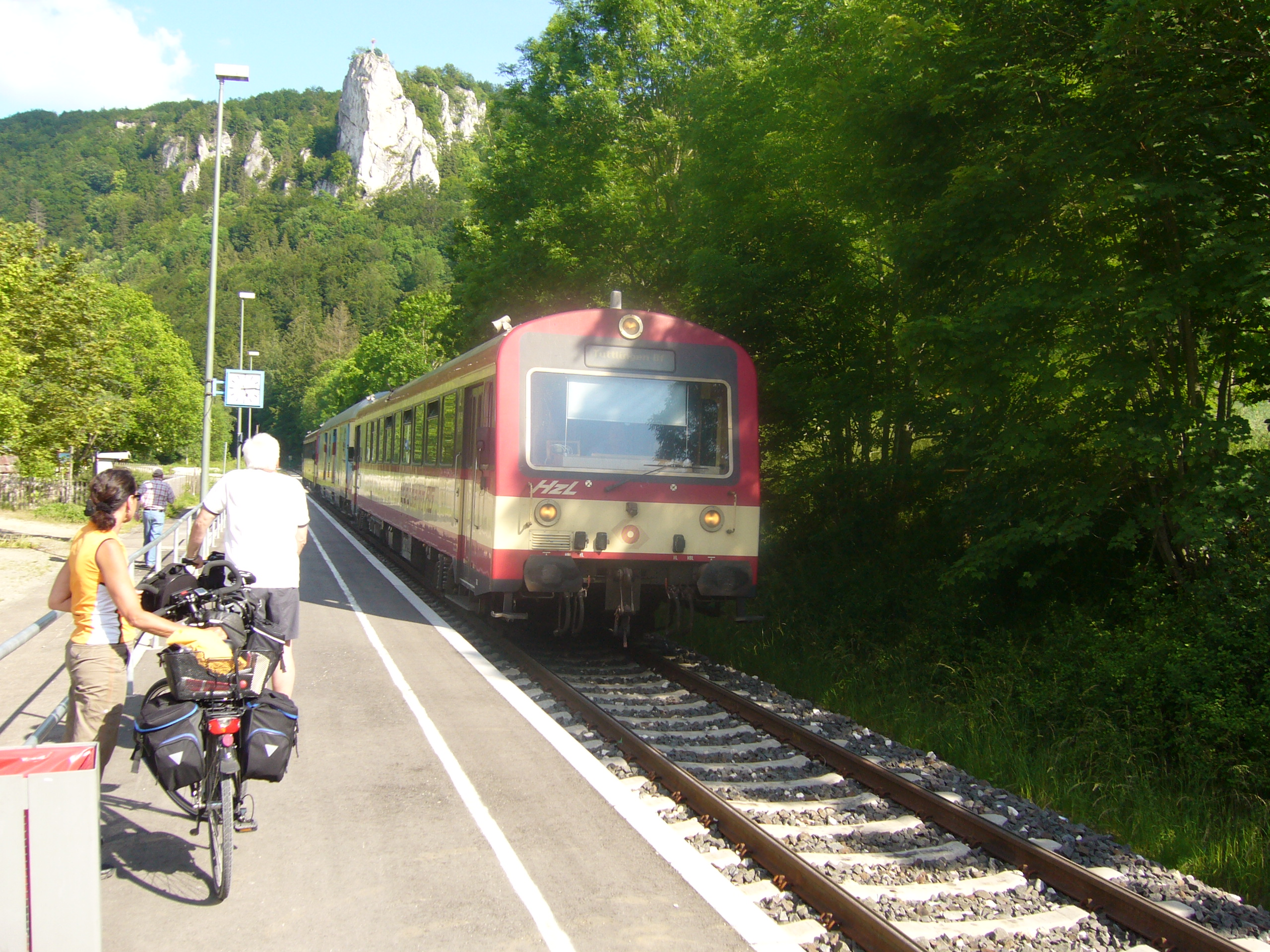
Naturpark-Express am Haltepunkt Beuron, dem Zentrum des Naturparks Obere Donau

Der Naturpark-Express geht auf eine Initiative des Bundes für Umwelt und Naturschutz Deutschland, der Nahverkehrsgesellschaft Baden-Württemberg (NVBW), der Landkreise Tuttlingen und Sigmaringen, der Deutschen Bahn sowie der Hohenzollerischen Landesbahn zurück. Ziel war es, den 1980 geschaffenen Naturpark Obere Donau besser mit der Bahn zu erschließen. Der Naturpark-Express wurde schließlich 1984 eingerichtet, verkehrte aber zunächst nur an zwei bis vier Sonntagen pro Jahr. Anfangs fuhr er ausschließlich innerhalb des Naturparks zwischen Sigmaringen und Tuttlingen. Seit Reaktivierung der nördlichen Wutachtalbahn zwischen Hintschingen und Blumberg für den Ringzug-Betrieb im Dezember 2004 verkehrt der Zug seit Mai 2005 über Tuttlingen hinaus bis nach Blumberg. Nutzten 2009 noch 17.724 Menschen das Angebot, waren es 2010 wegen des schlechten Wetters und der Fußball-Weltmeisterschaft lediglich 13.946 Fahrgäste. Das sind 21,3 Prozent weniger als im Vorjahr. Somit wurden durchschnittlich 263 Fahrgäste pro Tag befördert. Der Naturparkverein Obere Donau war gezwungen, ein Defizit von rund 2.300 Euro auszugleichen. Dies entspricht im Vergleich fast der doppelten Summe der jährlich dem Naturparkverein zugehenden Spenden von Privatpersonen.
Die Verbindung war in jüngerer Vergangenheit auch von der NVBW co-finanziert worden, da man in dieser Verbindung eine Entlastung der ohnehin bereits subventionierten Regelzüge der DB im Donautal sah, welche in der Hochsaison mit Fahrrädern regelmäßig überbesetzt waren und mit der Fahrrad-Selbstverladung oft hoch verspätet fuhren. Nur durch diese Unterstützung gemeinsam mit der HzL und den Landkreisen Tuttlingen und Sigmaringen war 2015 eine neue Hauptuntersuchung am Fahrradwagen möglich, welcher bei dieser Gelegenheit in das gelb-weiße Landesdesign umlackiert wurde. Um die Hauptuntersuchung durchführen zu können, fuhr im bekannten Fahrplankonstrukt in der Saison 2015 an allen Verkehrstagen eine dreiteilige Regioshuttle-Einheit von Gammertingen ausgehend.
Eingehend mit dieser Maßnahme wurde der Naturpark-Express in das Radexpress-Konzept des Landes aufgenommen, wodurch Fahrgäste die Fahrräder ab nun kostenlos befördern lassen konnten, obwohl die Ein- und Ausladung durch Helfer übernommen wurde.
Im Laufe der Saison 2020 kam es zu größeren technischen Störungen an den mittlerweile fast 40 Jahre alten NE81-Fahrzeugen, aus denen der Zug seit langem gebildet wurde. Anfang 2020 war ein Fahrzeug in Brand geraten. Bedingt durch diese Engpässe war in der Saison 2020 oftmals ein Ersatzfahrzeug unterwegs.
Durch die nun nicht mehr wirtschaftlich mögliche Nutzung der alten Fahrzeuge musste der Naturpark-Express in der bisherigen Form aufgegeben werden, auch durch geändernde Trends der Fahrgäste. Folglich löste sich die Kooperation aus Landkreisen, Hohenzollerischer Landesbahn, Land und Naturpark-Verein auf.
Seit 2021 ist das Land in der alleinigen Trägerschaft des Verkehres, welchen weiterhin die Hohenzollerische Landesbahn durchführt. Dafür wird neu auf Regioshuttles des Verkehrsbetrieb Ringzug in Immendingen zurückgegriffen, die dafür dreiteilig zusammengekuppelt fahren. Durch ein geändertes Fahrtenkonzept fährt ein Umlauf von 09:15 Uhr bis 18:45 Uhr und ein zusätzlicher Umlauf von 17:15 Uhr bis 20:00 Uhr, sodass noch mehr Fahrten angeboten werden können. Es kann nun mit Fahrrädern an vielen Stationen ebenerdig eingestiegen werden, außerdem sind weiterhin Zugbegleiter im Zug. Bisherige Angebote wie Gastronomie oder Fahrscheinverkauf finden nicht mehr statt, auch die Zugbegleiter werden nicht mehr vom Naturparkverein gestellt. Anstatt unter dem Namen Naturpark-Express verkehren die Züge neu unter der Bezeichnung Freizeitexpress Obere Donau. Im Fahrplan sind sie weiterhin unter der Gattung SWE zu finden, ergänzt um die Liniennummer RB43a.

## Fahrtenangebot und Betrieb

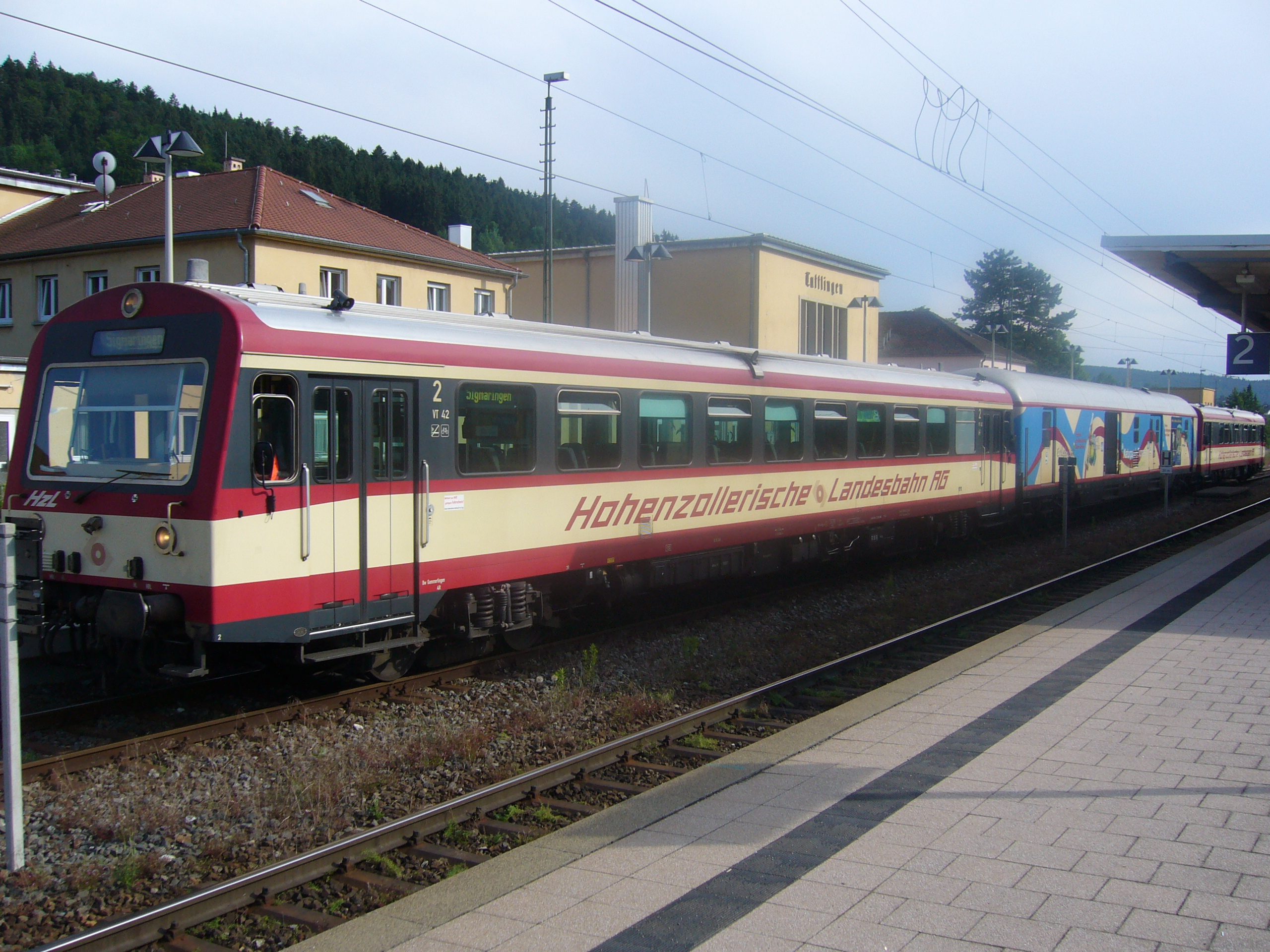
Der Naturpark-Express mit dem lange Jahre typischen Fahrradwagen in der Mitte im Bahnhof Tuttlingen

Heute fährt der Freizeitexpress Obere Donau an allen Samstagen, sowie Sonn- und Feiertagen zwischen Mai und Oktober. Seine Verkehrszeiten orientieren sich zum einen am Radtourismus im Donautal und zum anderen an der Dampflok-Saison auf der Wutachtalbahn. Der Zug wird von der Hohenzollerischen Landesbahn (HzL) betrieben und nutzt hauptsächlich die Bahnstrecke Tuttlingen–Inzigkofen sowie die daran angrenzenden Bahnstrecken. 
Zum Einsatz kamen sehr lange Zeit zwei Dieseltriebwagen der Baureihe NE 81, zwischen die ein ehemaliger Bahnpostwagen zur Fahrradmitnahme eingereiht war. Den Fahrradwagen mit Sonderlackierung, das unverwechselbare Markenzeichen des Naturpark-Express, ziert in Blau und Rotbraun der stilisierte geschwungene Flusslauf der Donau auf beigefarbenem Grund. Er wurde während der Hauptuntersuchung 2015 in gelb-weiß neu lackiert und an das Landesdesign Baden-Württemberg angeglichen. An stark frequentierten Tagen wurde der Zug früher um ein oder zwei zusätzliche Personenwagen erweitert, in den 1990er Jahren beispielsweise ein UIC-X-Wagen und ein Doppelstockwagen.
Bis zum Jahr 2015 wurde lange Zeit ein kontinuierliches Drei-Fahrten-Paar-Angebot gefahren. Dabei fuhr die NPE-Einheit von Gammertingen morgens gegen 08:00 Uhr nach Sigmaringen, setzte die Fahrt gegen 08:30 Uhr bis Blumberg fort und hielt bis auf Tuttlingen Zentrum an allen Haltestationen. Dort gab es um 10:00 Uhr eine Kurzwende zurück bis Sigmaringen, welches gegen 11:15 Uhr erreicht wurde. Um etwa vier Stunden versetzt wurde gegen 12:30 Uhr dieselbe Fahrt bis Blumberg und zurück durchgeführt, ab der Wende in Blumberg allerdings etwas später um 15 Minuten versetzt. So wurde Sigmaringen gegen 16:00 Uhr erreicht, wo gegen 16:40 Uhr nur noch eine Fahrt nach Tuttlingen (an 17:30 Uhr) und die entsprechende Rückfahrt (ab Tuttlingen 18:15 Uhr) folgte. Angekommen in Sigmaringen gegen 19 Uhr fuhr die NPE-Einheit auf der Strecke nach Gammertingen zurück zur Werkstatt. Auf der Relation zwischen Blumberg und Tuttlingen wurden in den Fahrlagen einzelne Ringzüge ersetzt.
Bis zum Umbau des Bahnhofes Inzigkofen in eine Abzweigstelle um das Jahr 2000 fanden dort auch noch Halte durch den Naturpark-Express statt.
Ab der Saison 2016 wurde das Fahrplankonzept überarbeitet, es kam ein viertes Fahrtenpaar dazu. Morgens gab es zwei paarige Pendelfahrten zwischen Sigmaringen und Tuttlingen, kurz nach der Mittagszeit wurde ab Sigmaringen eine Fahrt bis Blumberg durchgebunden, um einen Zubringer- und Abholerverkehr zur Sauschwänzlebahn anzubieten. Von dort wurde ohne großen Aufenthalt zurück nach Sigmaringen gefahren, um gegen 16:30 Uhr eine Fahrt mit nahezu allen Halten bis zum Donauursprung Donaueschingen durchzuführen. Von dort gab es zum Abend eine Express-Fahrt mit nur wenigen Halten bis Sigmaringen, um im Nachlauf gegen 20:00 Uhr die Werkstatt Gammertingen zu erreichen. Ein Änderungswunsch war seitens der NVBW, den Zug besser in das bestehende Angebot einzubinden und vernetzen zu können. Tatsächlich wurde an den Umsteigebahnhöfen großen Wert darauf gelegt, gute Anbindungen zu haben: 
- In Sigmaringen: Anschluss von/nach Ulm, vereinzelt auch von/nach Albstadt oder Engstingen/Gammertingen
- In Tuttlingen: Von/nach Stuttgart, Rottweil und Singen
- In Immendingen: Von/nach Konstanz, Donaueschingen und Offenburg

Der morgendliche Pendel nur bis Tuttlingen traf die Verkehrsbedürfnisse besser, außerdem konnte der um 09:00 Uhr in Tuttlingen eintreffende Radexpress Bodensee aus Stuttgart, der als einziger Zug auf der Gäubahn kostenlos bis zu 60 Fahrräder aufnehmen konnte, so optimal abgenommen werden und die Fahrgäste aus Stuttgart ins Donautal transportieren. Auf der Rückfahrt wurde der Verkehr umgekehrt gestaltet, die Züge trafen sich um 17:35 Uhr in Tuttlingen. 
Das Angebot wurde an allen Verkehrstagen von 2016 bis 2020 nahezu unverändert gefahren, neu war bei den meisten Fahrten das expressartige Fahren, wodurch kleinere und unbedeutendere Stationen kaum oder gar nicht mehr angefahren wurden. Dies war zum Beispiel in Stetten, Nendingen und teilweise Möhringen der Fall. Sogar im touristisch wichtigen Bahnhof Hausen im Tal konnten einige Züge nun nicht mehr halten, da am einzig vorhandenen Bahnsteig zeitgleich ein DB-Regionalexpress Station machte. Auch im Abschnitt Tuttlingen-Blumberg differierte die Haltepolitik sehr stark.
Mit der Komplettumstellung auf Ringzug-Fahrzeuge 2021 wurden die Verbindungen neu ausgelegt, teilweise aber die alten Trassen und Fahrzeiten beibehalten. So beginnt die erste Fahrt morgens um 09:15 Uhr in Immendingen und fährt ab Tuttlingen in nahezu gleichen Fahr- und Aufenthaltszeiten nach Sigmaringen wie bisher. Von dort wird nach ebenfalls altem Fahrplan zurück nach Tuttlingen gefahren, um in exakten Fahrzeiten zwei Stunden später wieder bis Sigmaringen zu fahren. Es folgt identisch zu früher die Fahrt nach Blumberg und zurück sowie am Abend ab 16:35 Uhr die Fahrt bis Donaueschingen. Von dort fährt die Fahrzeugeinheit nur noch bis Immendingen zurück, um gegen 18:45 Uhr in das Betriebswerk einzurücken.
Neu ist die Fahrt um 17:15 Uhr von Immendingen über Tuttlingen nach Sigmaringen, das der Zug um 18:08 Uhr erreicht und Anschluss nach Aulendorf und weiter Richtung Allgäu herstellt. Die Fahrzeuge für diese Fahrt stellen einen eigenen Umlauf dar, der auf der Rückfahrt ab Sigmaringen um 19:00 Uhr nochmals die wichtigsten Stationen bedient und ab Tuttlingen direkt nach Immendingen fährt, um ebenfalls zum Betriebswerk einzurücken. Weiterhin werden nicht mehr alle unterwegs liegenden Haltepunkte angefahren, dafür aber wieder bei vielen Fahrten der Haltepunkt Tuttlingen Zentrum im Bereich des belebten Tuttlinger Donauparks. Dieser war mit seinem 80 Meter langem Bahnsteig für die NE81-Fahrzeuggarnitur knapp zu kurz.

## Trivia
Der Spielzeughersteller Märklin gab 1996 und 1997 je eine Sonderedition des Fahrradwagens für die Spur H0 heraus. Die Modelle trugen für jedes Jahr originalgetreu die aktuelle Sonderlackierung „Naturpark Express - Erholung für Mensch und Umwelt“ mit den Logos verschiedener regionaler Firmen und Institutionen.

## Film
- SWR: Eisenbahn-Romantik (Folge 320), ausgestrahlt am 7. Februar 1999[8]